# Hrvati u Švicarskoj
Hrvati u Švicarskoj  su osobe u Švicarskoj s punim, djelomičnim, ili većinskim hrvatskim podrijetlom, ili u Hrvatskoj rođene osobe s prebivalištem u Švicarskoj.

## Prvi hrvatski tragovi
Od davnina su pojedini Hrvati stizali u europske zemlje, pa tako i u Švicarsku. Kroz boravak i djelovanje takvih obično glasovitih ljudi stvarale su se veze između zemalja i kultura. Dvojica od prvih o čijem boravku i djelovanju postoje dokumenti svakako su kardinal Ivan Stojković (Dubrovnik 1390.- Lausanne 1443.) i biskup Andrija Jamometić (Nin, 1420. – Basel, 1484.). Prvi je djelovao u Švicarskoj kao visoki vatikanski diplomat, otvorio je i vodio Bazelski koncil 1431. godine, radio na pomirenju kršćana zapadnog i istočnog obreda, te pred osmanlijskim osvajačima iz Konstantinopola spasio i dopremio u Švicarsku mnoštvo starih grčkih i latinskih rukopisa i knjiga neprocjenjive vrijednosti. Potonji je djelovao kao u Europi vrlo poznati vatikanski diplomat, jedno je vrijeme zastupao njemačkog cara na papinskom dvoru, a njegova nevolja je bila u tome što se još četrdeset godina prije reformacije pokušao otvoreno i ne uvijek taktično boriti protiv loših odnosa u Crkvi, posebice protiv nepotizma i protekcije.

## Hrvatska prisutnost do 1945. godine
Kroz sljedeća stoljeća hrvatska prisutnost u Švicarskoj i dalje se najviše osjećala kroz značajne hrvatske pojedince. Tako je u 16. stoljeću u Švicarsku došlo nekoliko Hrvata koji su se revno borili za osvjedočene ciljeve reformacije, posebice glasoviti Matija Vlačić Ilirik (1520. – 1575.), koji je u Baselu započeo svoje studije, te katolički biskup i publicist Petar Pavao Vergirije (1498. – 1565).
U 17. stoljeću u Švicarskoj se skrasio i oženio Švicarkom Hvaranin Ivan Franjo Biundić (1574. – 1644.), u to vrijeme vrlo cijenjen pisac a diljem Europe u to vrijeme najviše poznat po svoja dva djela: "Historia delle guerre civili d'Inghilterra tra le due case di Lancastro e Jorc" i po romanu "Eromena".
U 18. stoljeću hrvatsku kulturnu baštinu Švicarcima otkriva Švicarac Clemens Wertes prevodeći i objavljujući u Bernu svoj njemački prijevod knjige zapisa iz Hrvatske "Viaggo in Dalmazia" Alberta Fortisa, objavljene samo godinu dana ranije u Mletcima na talijanskom jeziku (1774.). Zabilježeno je da je upravo po preporuci ovoga potonjeg stigao na studij prava, fizike i mineralogije u Bern i Lausanne Toma Basiljević (1756. – 1806.) iz Dubrovnika, koji je postao ugledni član nekoliko strukovnih švicarskih društava, a po povratku širio po Hrvatskoj stečene ideje i spoznaje iz Švicarske.
Od početka 19. stoljeća počinju se značajnije nego do tada umnažati hrvatski tragovi i veze sa Švicarskom. Godine 1883. doselio se za stalno u Švicarsku sa svoje tri neudane kćeri i suprugom političar i publicist grof Juraj IV. Drašković (1773. – 1849.). Kćeri su mu se poudale vrlo brzo, a on je od svoje ušteđevine kupio dvorac Schrofen na Bodenskom jezeru, koji je nakon njegove smrti naslijedila najstarija kći Marija Lorenz. Hrvatski političar Eugen Kvaternik (1825. – 1871.) djelovao je pisanom riječju i osobnim kontaktima više godina iz Züricha prije povratka u domovinu.
Književnici Fran Mažuranić (1859. – 1928.) i Antun Gustav Matoš (1873. – 1914.) također su jedno vrijeme proveli u Švicarskoj.
Najvjerojatnije prva Hrvatica koja je završila studij medicine u inozemstvu dr. Ema pl. Pavleković (1873. – 1945.) studirala je u Ženevi i Lausannei. Povjesničar dr. Dominik Mandić (1889. – 1973.) studirao je i doktorirao na Sveučilištu u Fribourgu, gdje je svoje studije završilo još nekoliko hrvatskih studenata.
Nobelovci prof. dr. Lavoslav Ružička (1887. – 1976.) i prof. dr. Vladimir Prelog (1906. – 1998.) nastanili su se u Švicarskoj 1918. odnosno 1941. godine. Slično je učinio i poznati hrvatski karikaturist Branimir Petrović (1888. – 1957.), koji se oženio Švicarkom i proživio gotovo četrdeset godina u Ženevi.

## Razdoblje nakon 1945. godine
Drugi svjetski rat i poraće nakon 1945. godine natjerali su pojedine Hrvate da potraže utočište u Švicarskoj. Najglasovitiji hrvatski kipar Ivan Meštrović (1883. – 1962.) našao je sigurnost u Švicarskoj od 1943. do 1947. godine, a u njoj se odmah nakon rata nastanio (u Waldu) i posljednji grof Drašković, Ivan (1876. – 1971.) koji je sjećanja iz Austro-Ugarske, Kraljevine Jugoslavije i Drugog svjetskog rata zabilježio u svojim memoarima. U to vrijeme u Švicarskoj su našli utočište brojni hrvatski politički prognanici, među kojima su bili i sljedeći značajni Hrvati: političar i znanstvenik dr. Vinko Krišković (1858. – 1952.), franjevac i književnik Lucijan Kordić (1914. – 1993.), ekonomisti i publicisti dr. Jure Petričević (1912. – 1997.) i dr. Tihomil Rađa (1928. – 2002.) i još neki za koje nije bilo mjesta u Hrvatskoj sve do pada komunizma i osnutka hrvatske države 1991. godine.
Čini se da tragovi javnoga društvenog života Hrvata u Švicarskoj počinju tek djelovanjem hrvatskih katoličkih misija (HKM). Njihov začetak vezan je za dolazak fra Lucijana Kordića u Švicarsku 1951. godine, koji je po raznim švicarskim mjestima povremeno okupljao naše ljude, a godine 1961. nadležna kongregacija u Rimu ga je i službeno imenovala misionarom i ravnateljem hrvatske pastve u Švicarskoj. Dolaskom sve većeg broja hrvatskih radnika iz domovine pristupilo se osnivanju pojedinačnih hrvatskih misija. Na prvu takvu, u Zürichu, došao je 1967. godine fra Ljubo Krasić, koji je otpočeo sustavno misijsko djelovanje, a koje su nastavili fra Rade Vukšić, fra Karlo Lovrić i ostali misionari. Danas u Švicarskoj djeluje dvanaest hrvatskih katoličkih misija s petnaest franjevaca i sedam misijskih suradnica, a njihovo glasilo MOVIS izlazi neprestance od 1969. godine, danas u nakladi višoj od 14.000 primjeraka.
Ove misije su pojedinačno i zajednički svojim vjerskim, kulturnim i drugim raznolikim djelatnostima postale i ostale (poglavito do uspostave hrvatske države 1991. godine) središte hrvatskog javnog života. Nikada nisu zaboravljale ni skrb za čuvanje i izgradnju hrvatskoga nacionalnog identiteta. Primjerice, samo HKM Bern pod vodstvom fra Šimuna Šite Ćorića na svom je području od 1984. do 1990. godine u sklopu "Iseljeničke tribine" organizirala preko pedeset zasebnih nastupa vodećih ljudi iz hrvatskog javnog života, uglavnom iz domovine, a među njima je bio i ondašnji vodeći hrvatski disident dr. Franjo Tuđman.
Prva hrvatska udruga osnovana u Švicarskoj izvan krila misija bila je Hrvatsko društvo u Švicarskoj, koje je s prijateljima utemeljio 1960. godine u Zürichu i godinama vodio dr. Jure Petričević, a petnaestak je godina okupljalo hrvatske intelektualce i druge hrvatske ugledne ljude u Švicarskoj. Osnovana je i "Knjižnica Hrvatskog društva u Švicarskoj", a Društvo je organiziralo dva u hrvatskoj emigraciji jedinstvena kulturno-politička simpozija (Luzern, 1968. i 1971. godine) na kojima su sudjelovali vodeći intelektualci iz hrvatske političke emigracije.
Tijekom 1968. i 1969. bilježe se prva formalna odnosno neformalna osnivanja hrvatskih športskih klubova u Švicarskoj (npr. NK Croatia Zürich 1969., NK Dinamo Schaffhausen i dr.), a na samom početku 70-ih godina počinju se rađati hrvatske ustanove i udruge jedna za drugom: "Socijalna služba hrvatskih katoličkih misija u Švicarskoj (Buchs, 1970.), Folklorno društvo "Movis Croatia" (Zürich, 1970), Hrvatska zaklada protiv raka (Basel, 1970.), "Društvo prijatelja Matice Hrvatske" (Zürich 1971.), koje je 1973. godine preimenovano u "Hrvatsku kulturnu zajednicu", i tako redom.
Prema najnovijem popisu, u Švicarskoj i Lihtenštajnu ima 199 raznoraznih hrvatskih udruga i ustanova, uz dužnu napomenu da među njima ima nekih koji nisu aktivni, a neki su praktički vezani za djelovanje pojedinaca. Uz gore spomenute, redaju se udruge i ustanove raznolikih orijentacija, od uglednog glazbenog okteta "Chorus Croaticus" (Bern) ili humanitarnog "Fonda hrvatskih studenta" (Neuchâtel) do Hrvatske demokratske zajednice, koja je prigodom stvaranja hrvatske države na samom početku 90-ih godina, okupila kao nitko dotad najveći broj aktivnih Hrvata u Švicarskoj. Danas se najviše hrvatskih udruga okuplja i povezuje kroz Hrvatski svjetski kongres u Švicarskoj (HSK-CH), koji je u ovoj zemlji ustanovljen 1993. godine kao dio te najveće međunarodne nevladine organizacije Hrvata izvan domovine koja djeluje u svim zemljama svijeta u kojima Hrvati i njihovi potomci žive u većem broju. Hrvati u Švicarskoj aktivni su u preko dvadeset nogometnih klubova također i u preko dvadeset malonogometnih klubova. Osim nogometnih Hrvati imaju svoje odbojkaške, košarkaške i kuglačke klubove.

## Poznati Hrvati u Švicarskoj
Hrvat Josipa Fame (Split, 1813. – Saxon-les-Bains, 1882.) je postao švicarski državljanin i vlasnik nekoliko hotela i glasovitog "Spielsalona" u Aaxon-les-Bains, u koji su navraćale svjetske ličnosti. 
Vlasnik tvornice FBW kraj Züricha (Franz Brozinčević Werke)  Franje Brozinčevića iz Like (Brinje, 1874. – Zürich, 1933.) i njegovih sinova.  Franjin najmlađi sin Paul prodao je tvrtku FBW 1878. koncernu "Buehrle AG".
Josip Veselić iz Valpova (1893. – 1975.) desetljećima je bio jedno od poznatih imena u švicarskom sindikalnom pokretu, a svoje zanimljive memoare objavio je u Zürichu 1963. ("Aus den Erinnerungen eines Handwerkers"). Karikaturist Branimir Petrović (1888. – 1957.) proživio je četrdesetak godina u Ženevi, gdje je više od dva desetljeća bio među prvim švicarskim karikaturistima i iz dana u dan punio ženevske novine svojim crtežima.
Dvojica nobelovaca Lavoslav Ružička i Vladimir Prelog veliki dio svog života i rada proveli su u Švicarskoj gdje su i umrli. U Švicarskom seljačkom savezu (Brugg) godinama je djelovao dr. Jure Petričević (Staro Petrovo Selo, 1912. – Brugg, 1997.). Akademski slikar Julije Meissner (Zagreb, 1906. – Zürich, 1979.) došao je 1957. godine u Švicarsku i ostao tu do kraja života, slikajući i podučavajući likovnu umjetnost na više srednjih škola u Zürichu.
Od 1960. godine u Švicarskoj je živio i prof. dr. Žarko Dolinar. Najpoznatiji švicarski dnevnik "Neue Zurcher Zeitung"  zabilježio je da je prof. dr. Marko Turina "najslavniji kardiokirurg Švicarske".  Davor Pavuna fizičar i izumitelj od 1986. godine radi u Lausannei.
Brojni hrvatski glazbenici ostavili su ili još uvijek ostavljaju zamjetne tragove u javnom životu i/ili po visokim glazbenim ustanovama Švicarske. Među njih svakako spadaju violinist i dirigent Radovan Lorković (Basel), sopranistica Marina Jajić (Luzern), pijanistica Irena Šulić (Zürich), pijanist i skladatelj Ivo Crmarić (Fribourg), Branka Grakalić (Baden), Baldo Podić (Basel), mr. Franjo Vugdelija i njegov oktet Chorus croaticus (Bern), Alan Šavar (Bern) i drugi.
Cijeli je niz hrvatskih športaša koji su imali vrlo značajnu ulogu u švicarskom športu. Već 30-ih godina švicarski nogomet znatno su pojačala trojica vrsnih nogometaša iz Zagreba: Ico Hitrec, Aco Živković i Josip Jakupić. Miroslav Blažević je bio najprije igrač i trener u FC Lausanne i FC Sion, a onda nekoliko godina trener švicarske nacionalne reprezentacije. Među najboljim nogometašima u Švicarskoj godinama su bili Željko Perušić (FC St. Gallen), Jurica Jerković, Zlatko Čajkovski, Željko Matuš i Ilija Katić, svi u FC Zürich. Tu su rukometaši Izidor Dolenac i Vinko Kandija, koji je bio i trener švicarske nacionalne momčadi. Nezaobilazno je ime i Pavao Piacun koji je odgojio brojne švicarske vrhunske karataše te s njima za Švicarsku osvojio brojne europske, pa i svjetske medalje i priznanja. Od ostalih športaša tu su Anamarija Petričević plivačica kćerka Đurđice Bjedov koja također živi u Švicarskoj, hokejaš Goran Bezina te nogometaši Marijan Urtić, Mladen Petrić, Ivan Rakitić, Zlatko Hebib, Oliver Marić, Ana Maria Crnogorčević, Ilija Ivić i Mario Gavranović, te bivši nogometaš i sadašnji trener Vladimir Petković. Znanstveno je obrazovanje i karijeru u Švicarskoj izgradio fizičar Vuko Brigljević.

## Diplomatska predstavništa
Veleposlanstvo Republike Hrvatske u Švicarskoj koje pokriva i Kneževinu Lihtenštajn ima sjedište u Bernu. Trenutni veleposlanik je Aleksandar Heina. Osim u Bernu Hrvatska ima konzulat u Luganu i generalni konzulat u Zürichu.

## Vanjske poveznice
- moja-domovina.net – hrvatski internetski portal u Švicarskoj
- hrvati.ch – hrvatski internetski portal u Švicarskoj  Arhivirana inačica izvorne stranice od 20. prosinca 2012. (Wayback Machine)
- Hrvatska kulturna zajednica u Švicarskoj
- croatia.ch – hrvatski internetski portal u Švicarskoj
- Hrvatski svjetski kongres, Hrvati u Švicarskoj  Arhivirana inačica izvorne stranice od 28. kolovoza 2013. (Wayback Machine)